# Pontecurone
Pontecurone (Puncrou in dialetto tortonese e oltrepadano) è un comune italiano di 3 509 abitanti della provincia di Alessandria in Piemonte.

## Geografia fisica
Pontecurone sorge nella pianura tortonese, sulla sponda sinistra del torrente Curone, confinando a est con la regione Lombardia. È situato a 9 km da Tortona e a 30 km da Alessandria.
L'abitato è circondato da un territorio pianeggiante intensamente coltivato.
Dei 187 comuni in provincia di Alessandria, Pontecurone è il 16º per popolazione, il 29º per superficie, il 34º per densità abitativa.

## Origini del nome
Il nome deriva dal latino pons Coronis o pontis Coronis, con riferimento evidente al ponte sul torrente Curone.

## Storia
Il primo nucleo abitato di Pontecurone si può dare per certo già in epoca augustea — con il rifiorire della Via Postumia (che collegava Piacenza a Genova passando per Voghera, Tortona e Libarna) nelle vicinanze dell'importantissimo guado sul Curone — grazie al ritrovamento di numerose monete di quell'epoca nel territorio.
Compare in epoca longobarda fra i possedimenti dell'abbazia di San Colombano di Bobbio.
Pochi anni prima del Mille (nel 962) Ottone I donò al monastero pavese di San Pietro in Ciel d'Oro alcuni possedimenti tra i quali anche la località Ponte Coironum: è questa la prima testimonianza scritta dell'esistenza di Pontecurone.
Nella Galleria delle carte geografiche ai Musei Vaticani (fine XVI secolo), Pontecurone viene indicato come Pons Coronis.
Nel 1635 l'esercito di Odoardo I Farnese, duca di Parma e Piacenza, alleato dei francesi, vi sbaragliò gli spagnoli al comando di don Gaspare Azevedo, che perì nello scontro.
In epoca più recente il ponte ferroviario sul Curone è stato più volte bombardato dagli Alleati durante la seconda guerra mondiale. Infatti, il tratto di ferrovia passante per Pontecurone è di grande importanza strategica poiché in esso passano i binari sia della linea Alessandria-Piacenza che della Milano-Genova.

### Simboli
Lo stemma del Comune di Pontecurone è stato riconosciuto con regio decreto del 7 febbraio 1938.
Il gonfalone è un drappo di azzurro.

## Monumenti e luoghi d'interesse

### Architetture civili
- Casa natale di don Luigi Orione
- Villa Signorini, attuale sede del Comune
- Finestra gotica (del Barbarossa)

### Architetture militari
- Torre civica

### Architetture religiose

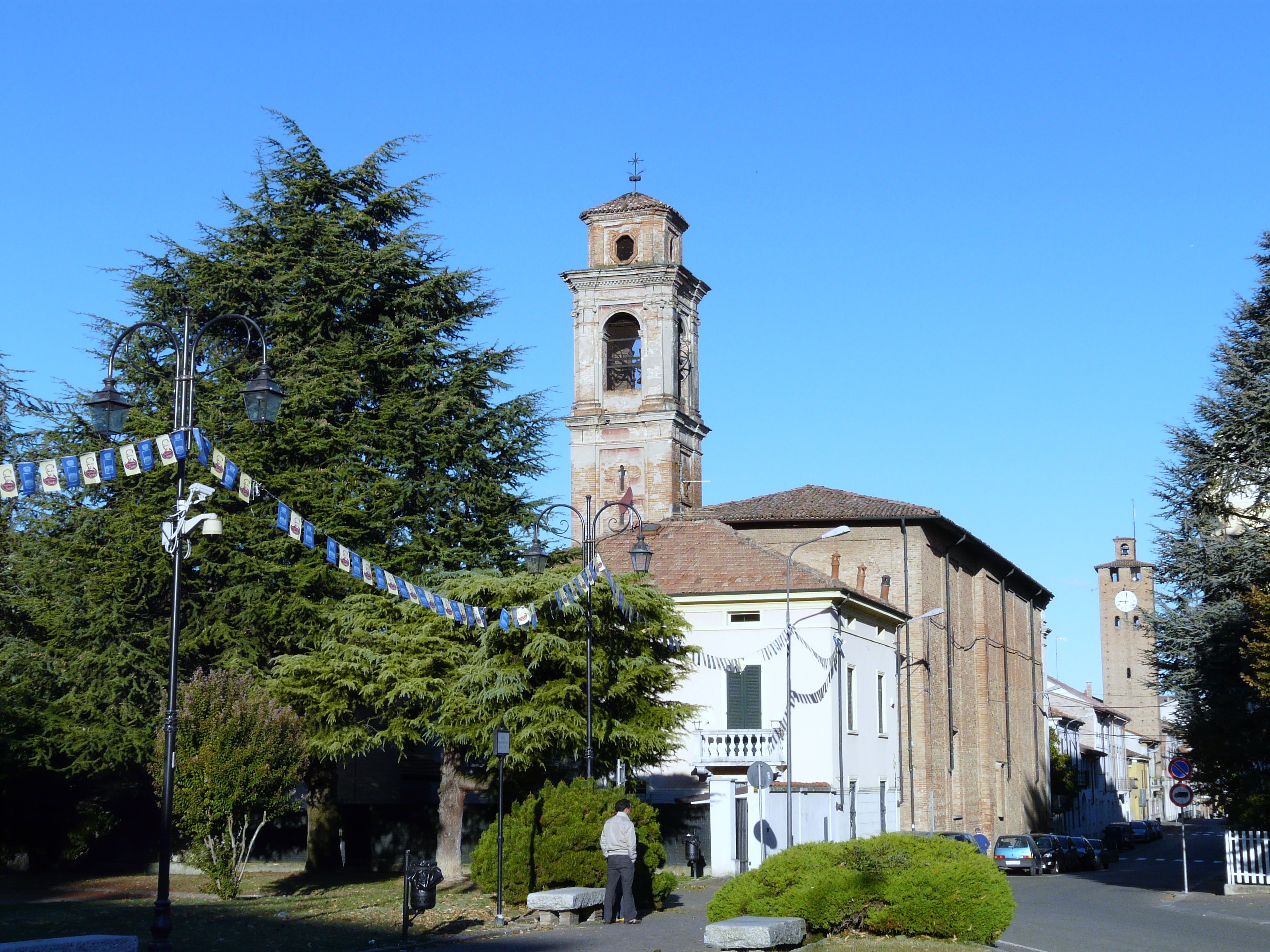
La chiesa di San Giovanni con il campanile

- Chiesa di Santa Maria Assunta, citata nel XII secolo, ma già preesistente
- Chiesa di San Giovanni Battista
- Oratorio di San Francesco
- Gurdwara Baba Lakhi Shah Vanjara[9]

## Economia
Sino all'inizio del Novecento l'economia del paese era basata prettamente sull'agricoltura e l'allevamento di bestiame; oltre all'allevamento di animali classici come mucche, galline e maiali, particolarmente diffuso era l'allevamento di bachi da seta (bigàt), che si nutrivano delle foglie dei gelsi (murou) ampiamente presenti nelle campagne a delimitare i confini dei campi.
La fondazione della SOAMS nel 1855 (tuttora presente), una delle prime della zona, lascia comunque intendere che il paese era attivo e volto al progresso. Difatti pochi anni dopo, nel 1858, l'arrivo della ferrovia a Pontecurone (grazie all'interessamento del Ministro Urbano Rattazzi) segna i primi passi di una svolta che, nei decenni successivi, faranno di Pontecurone uno dei paesi più industrializzati della zona.
Il settore che più si sviluppa è quello della produzione di laterizi, già nella seconda metà dell'Ottocento con piccole fornaci. A partire dagli inizi del ventesimo secolo sorgono poi ulteriori fornaci, di dimensioni maggiori, appartenenti alle famiglie Perseghini, Azzi (che edificarono il Fornacione, oggi sede della Stamplast), Signorini. Negli anni quaranta l'attività è ancora molto intensa, tanto che la fornace presente in centro paese viene ampliata e costituita la società P.A.S. (acronimo dei cognomi Pagano, Azzi, Signorini). Le fornaci continuano a prosperare durante gli anni del boom economico: negli anni sessanta viene aperta una nuova fornace, la Valcurone, nella campagna verso Casei Gerola. Purtroppo subentra successivamente una grave crisi dovuta soprattutto all'arrivo sul mercato di nuovi prodotti, a prezzi più competitivi, che determinerà la chiusura di tutte le fornaci negli anni ottanta.
Altra importante realtà fu costituita dal Cotonificio dei fratelli Bertollo (diventato poi Cotonificio Bustese, come è conosciuto oggi): inaugurato nel 1902 diede lavoro a centinaia di persone, in gran parte donne, fino alla sua chiusura definitiva nel 1996.
Oggi la più importante realtà industriale a Pontecurone è costituita dalle aziende del gruppo Piber, leader nella produzione di contenitori in materia plastica.

## Manifestazioni
- Festa di Primavera: metà aprile
- Festa AVIS: metà giugno
- Sagra della cipolla: griglia, fritti e zuppa di cipolla. Prima edizione nel 1991. Il 1º week-end di settembre, a cura della Pro-Loco
- Autunniamo: la prima domenica di ottobre

## Società

### Evoluzione demografica
Abitanti censiti

## Infrastrutture e trasporti

### Strade
Pontecurone è attraversata in senso ovest-est dalla SS 10 Padana Inferiore che unisce Torino a Monselice. Dall'abitato dipartono anche la SP 93 Pontecurone-Castelnuovo Scrivia, la SP 96 Pontecurone-Rivanazzano, la SP 97 Pontecurone-Volpedo e la SP 98 Pontecurone-Viguzzolo.

### Ferrovie
Pontecurone è dotata di una stazione ferroviaria posta lungo la linea Alessandria-Piacenza e Milano-Genova.
Nel 2022, Rete Ferroviaria Italiana ha annunciato un'importante ristrutturazione della stazione di Pontecurone all'interno del progetto di quadruplicamento ferroviario della linea Tortona-Voghera per il Terzo Valico tra Genova e Milano.

## Amministrazione
Di seguito è presentata una tabella relativa alle amministrazioni che si sono succedute in questo comune.
| Periodo        | Periodo        | Primo cittadino            | Partito                                                        | Carica              | Note   |
| -------------- | -------------- | -------------------------- | -------------------------------------------------------------- | ------------------- | ------ |
| 1º luglio 1985 | 27 maggio 1990 | Giovanni Carlo Pradi       | Partito Comunista Italiano                                     | Sindaco             | [ 12 ] |
| 27 maggio 1990 | 3 ottobre 1992 | Ezio Boccasso              | Partito Democratico della Sinistra, Partito Comunista Italiano | Sindaco             | [ 12 ] |
| 3 ottobre 1992 | 7 giugno 1993  | Paolo Ponta                |                                                                | Comm. straordinario | [ 12 ] |
| 7 giugno 1993  | 28 aprile 1997 | Pier Angelo Bergaglio      | -                                                              | Sindaco             | [ 12 ] |
| 28 aprile 1997 | 14 maggio 2001 | Giovanni Carlo Pradi       | centro-sinistra                                                | Sindaco             | [ 12 ] |
| 27 maggio 2001 | 30 maggio 2006 | Claudio Scaglia            | lista civica                                                   | Sindaco             | [ 12 ] |
| 30 maggio 2006 | 16 maggio 2011 | Claudio Umberto Scaglia    | lista civica                                                   | Sindaco             | [ 12 ] |
| 16 maggio 2011 | 6 giugno 2016  | Ernesto Nobile             | lista civica Torre civica                                      | Sindaco             | [ 12 ] |
| 6 giugno 2016  | 4 ottobre 2021 | Rino Feltri                | lista civica Pontecurone per noi                               | Sindaco             | [ 12 ] |
| 4 ottobre 2021 | in carica      | Giovanni Valentino D'Amico | lista civica Pontecurone per noi                               | Sindaco             | [ 12 ] |

## Sport
La società calcistica storica del paese è l'U.S. Pontecurone, fondato nel 1925. Raggiunse il suo apice calcistico nella stagione 1996/1997 disputando il campionato di Eccellenza dal quale retrocedette subito. Alla fine del campionato 2010/2011 retrocede dalla Seconda Categoria ma viene ripescato a completamento degli organici per poi chiudere la Società al termine della stagione successiva.
L'unica squadra attualmente rimasta è l'Aurora Pontecurone, che milita in Terza Categoria.
Il calciatore Giuseppe Arezzi, attivo negli anni 1930-1940 durante i quali ha vestito maglie prestigiose come quelle di Inter e Alessandria, è nativo di Pontecurone.
Esistono a Pontecurone anche un'Associazione Pescatori e un gruppo ciclistico.